# 林德拉催化剂
林德拉催化剂（Lindlar catalyst）是一种选择性催化氢化的异相催化剂。由钯附着于载体上并加入少量抑制剂而成，含钯5～10％。
通常使用的有两种：Pd-CaCO3-PbO/PbAc2、Pd-BaSO4-喹啉。
由罗氏公司的化学家林德拉（Herbert Lindlar）发明。最初的制取方法是在碳酸钙浆液中还原氯化钯，并加入醋酸铅而得。
在用林德拉催化剂的催化氢化反应中，炔烃只加 1mol 氢，得到顺式烯烃。
例如，天然存在的含三键的硬脂炔酸，在该催化剂作用下，生成与天然油酸构型完全相同的产物。对苯乙炔加氢，可以得到苯乙烯。